# Линчи
Линчи (на традиционен китайски: 凌遲, на опростен китайски: 凌迟) (транслитерира се също като лин чи или лен ч'е)), се превежда като смърт от хиляда разрязвания (на традиционен китайски: 殺千刀, на опростен китайски: 杀千刀), бавният процес, бавно настъпващата смърт или бавното разрязване.

## Описание
Представлявало е форма на изтезание и екзекуция, която се е практикувала в Китай и Виетнам от около 900 г. сл. Хр. докато е забранено през 1905 г. Линчи се е използвало при особено тежки престъпления, като държавна измяна, серийни убийства, отцеубийство или убийство на господаря.
Изпълнявало се като смъртникът бива привързан за дървена рамка, обикновено на обществено място, след което малки парчета от плътта му почват да бъдат отрязвани. Тъй като методът не е кодифициран в нито един от действащите закони, то начините му за изпълнение са варирали. Генерално се счита, че се започва с порезни рани в областта на ръцете, краката и гръдния кош, последваща ампутация на крайниците, последвана или от обезглавяване, или от пробождане в сърцето. Ако престъплението е било по-леко, първият и единствен разрез е на врата, причинявайки почти мигновена и съответно милостива смърт.
Историкът Джеймс Елкинс смята, че винаги се е стигало до ампутации на крайниците, но че никога не се е стигало до „хиляди разрязвания“, тъй като жертвата доста бързо е изпадала в безсъзнание или дори смърт от кръвозагубата при нанасянето на по-сериозни порезни рани. По времето на династията Юан са се нанасяли сто разрязвания, но по времето на династията Мин има писмени документи за три хиляди разрязвания. Процесът е описан като бърз, отнемащ не повече от петнадесет или двадесет минути. Налични снимкипотвърждават това, тъй като броят и разположението на тълпата не се променя, докато броят рани се увеличава.

## Цел
Целта е била наказанието да наказва на три равнища: публично унижение, мъчителна и бавно настъпваща смърт и наказание след смъртта.
Според принципите на Конфуций за цяо (xiào), разчленяването на тялото е непочтителна практика. Линчи нарушава този принцип. Също така, китайците са считали, че разчленяването на тялото води до това душата също да не е „цяла“ в духовния си живот в отвъдното.

## В изкуството

### Филми
Във филмът Завоевателят от 1956 г. трима от главните герои на няколко пъти са пред заплахата от „бавна смърт“, като за да е по-сензационно, отрязаните части ще бъдат давани на животни пред очите на изтезавания.
Линчи има и във филмите „Песъчинки“ (1966), Carry On... Up the Khyber (1968), Fled (1996), A Chinese Torture Chamber Story 2 (1998), Час пик 3 (2007), сериалът на BBC Robin Hood (2006), и краткият филм Assassin's Creed: Embers (2011), както и в мангата „Deadman Wonderland“.

### Музика
Джон Зорн е създал парчето Лен Ч'е, записано от групата Нейкед сити и пуснато през 1992 г. Обложката е снимка от екзекуциите от 1905 г. Има белгийска грайндкор група Лен Ч'е.